# Puchar Kontynentalny 2007/2008
11. edycja Pucharu Kontynentalnego odbyła się w dniach 14 września – 18 listopada 2007 roku faza eliminacyjna oraz faza finałowa od 4 stycznia do 6 stycznia 2008 w Rydze. W turnieju uczestniczyło 17 drużyn klubowych z 17 krajów. Polskę w turnieju reprezentowało Podhale Nowy Targ.
Puchar Kontynentalny zdobył Ak Bars Kazań.

## I runda

### Grupa A
Mecze grupy A odbyły się w dniach 14-16 września 2007 w Miercurea-Ciuc w Rumunii.
Drużyny biorące udział:
- SC Miercurea Ciuc (gospodarz)
- Kocaeli BK
- KHL Mladost Zagrzeb
- CG Puigcerdá

Mecze
| 14 września 2007 | KHL Mladost Zagrzeb | 9:8 D | Kocaeli BK | Vákár Lajos, Miercurea-Ciuc |

| Godzina: ? |  | (2:1, 4:2, 2:5, 1:0) |  | Widzów: ? Sędzia główny: ? Sędziowie liniowi: ? |

| 14 września 2007 | CG Puigcerdá | 2:13 | SC Miercurea Ciuc | Vákár Lajos, Miercurea-Ciuc |

| Godzina: ? |  | (0:2, 2:7, 0:4) |  | Widzów: ? Sędzia główny: ? Sędziowie liniowi: ? |

| 15 września 2007 | KHL Mladost Zagrzeb | 9:1 | CG Puigcerdá | Vákár Lajos, Miercurea-Ciuc |

| Godzina: ? |  | (5:0, 2:0, 2:1) |  | Widzów: ? Sędzia główny: ? Sędziowie liniowi: ? |

| 15 września 2007 | SC Miercurea Ciuc | 10:4 | Kocaeli BK | Vákár Lajos, Miercurea-Ciuc |

| Godzina: ? |  | (2:0, 2:1, 4:3) |  | Widzów: ? Sędzia główny: ? Sędziowie liniowi: ? |

| 16 września 2007 | Kocaeli BK | 5:4 | CG Puigcerdá | Vákár Lajos, Miercurea-Ciuc |

| Godzina: ? |  |  |  | Widzów: ? Sędzia główny: ? Sędziowie liniowi: ? |

| 16 września 2007 | SC Miercurea Ciuc | 8:1 | KHL Mladost Zagrzeb | Vákár Lajos, SC Miercurea-Ciuc |

| Godzina: ? |  | (0:0, 5:0, 3:1) |  | Widzów: ? Sędzia główny: ? Sędziowie liniowi: ? |

| Lp. | Zespół              | M | Pkt | W | WpD | PpD | P | G + | G – | +/- |
| --- | ------------------- | - | --- | - | --- | --- | - | --- | --- | --- |
| 1   | SC Miercurea Ciuc   | 3 | 9   | 3 | 0   | 0   | 0 | 31  | 7   | +24 |
| 2   | KHL Mladost Zagrzeb | 3 | 5   | 2 | 0   | 0   | 1 | 19  | 17  | +2  |
| 3   | Kocaeli BK          | 3 | 4   | 1 | 0   | 0   | 2 | 17  | 23  | -6  |
| 4   | CG Puigcerdá        | 3 | 0   | 0 | 0   | 0   | 0 | 7   | 27  | -20 |

Lp. = lokata, M = liczba rozegranych spotkań, W = Wygrane (ogółem), P = Porażki (ogółem), WpD = Wygrane o dogrywce lub karnych, PpD = Porażki po dogrywce lub karnych, G+ = Gole strzelone, G- = Gole stracone, Pkt = Liczba zdobytych punktów

## II runda

### Grupa B
Mecze grupy B odbywały się w dniach 12-14 października 2007 w Aalborgu w Danii.
Drużyny biorące udział:
- Aalborg BK (gospodarz)
- Coventry Blaze
- EC Red Bull Salzburg
- Slavija Lublana

Mecze
| 12 października 2007 | Slavija Lublana | 0:8 | EC Red Bull Salzburg | Gigantium Isarena, Aalborg |

| Godzina: 16:00 |  | (0:4, 0:3, 0:1) |  | Widzów: 150 Sędzia główny: ? Sędziowie liniowi: ? |

| 12 października 2007 | Aalborg BK | 3:0 | Coventry Blaze | Gigantium Isarena, Aalborg |

| Godzina: ? |  | (1:0, 1:0, 1:0) |  | Widzów: 1000 Sędzia główny: ? Sędziowie liniowi: ? |

| 13 października 2007 | Aalborg BK | 4:2 | Slavija Lublana | Gigantium Isarena Aalborg, Dania |

|  |  |  |  |  |

| 13 października 2007 | Coventry Blaze | 3:2 K | EC Red Bull Salzburg | Gigantium Isarena Aalborg, Dania |

|  |  |  |  |  |

| 14 października 2007 | Slavija Lublana | 4:2 | Coventry Blaze | Gigantium Isarena Aalborg, Dania |

|  |  |  |  |  |

| 14 października 2007 | Aalborg BK | 4:2 | EC Red Bull Salzburg | Gigantium Isarena Aalborg, Dania |

|  |  |  |  |  |

Lp. = lokata, M = liczba rozegranych spotkań, W = Wygrane (ogółem), P = Porażki (ogółem), WpD = Wygrane o dogrywce lub karnych, PpD = Porażki po dogrywce lub karnych, G+ = Gole strzelone, G- = Gole stracone, Pkt = Liczba zdobytych punktów
| Lp. | Drużyna              | M | W | P | WpD | PpD | G+ | G- | Pkt |
| --- | -------------------- | - | - | - | --- | --- | -- | -- | --- |
| 1.  | Aalborg BK           | 3 | 3 | 0 | 0   | 0   | 11 | 4  | 9   |
| 2.  | EC Red Bull Salzburg | 3 | 1 | 2 | 0   | 1   | 12 | 7  | 4   |
| 3.  | Slavija Lublana      | 3 | 1 | 2 | 0   | 0   | 6  | 14 | 3   |
| 4.  | Coventry Blaze       | 3 | 1 | 2 | 1   | 0   | 5  | 9  | 2   |

### Grupa C
Mecze grupy C odbywały się w dniach 12-14 października 2007 w Tilburgu w Holandii.
Drużyny biorące udział:
- Tilburg Trappers (gospodarz)
- SC Energija
- Dunaújvárosi Acélbikák
- KHL Mladost Zagrzeb (z rozgrywek wycofał się ATEK Kijów)

Tabela
Lp. = lokata, M = liczba rozegranych spotkań, W = Wygrane (ogółem), P = Porażki (ogółem), WpD = Wygrane o dogrywce lub karnych, PpD = Porażki po dogrywce lub karnych, G+ = Gole strzelone, G- = Gole stracone, Pkt = Liczba zdobytych punktów
| Lp. | Drużyna                | M | W | P | WpD | PpD | G+ | G- | Pkt |
| --- | ---------------------- | - | - | - | --- | --- | -- | -- | --- |
| 1.  | Tilburg Trappers       | 3 | 3 | 0 | 0   | 0   | 21 | 11 | 9   |
| 2.  | Dunaújvárosi Acélbikák | 3 | 2 | 1 | 0   | 0   | 16 | 9  | 6   |
| 3.  | SC Energija            | 3 | 1 | 2 | 1   | 0   | 11 | 17 | 2   |
| 4.  | KHL Mladost Zagrzeb    | 3 | 0 | 3 | 0   | 1   | 11 | 22 | 1   |

Mecze
| 12 października 2007 | KHL Mladost Zagrzeb | 5:6 K | SC Energija | IJssportcentrum Stappegoor Tilburg, Holandia |

|  |  |  |  |  |

| 12 października 2007 | Tilburg Trappers | 5:4 | Dunaújvárosi Acélbikák | IJssportcentrum Stappegoor Tilburg, Holandia |

|  |  |  |  |  |

| 13 października 2007 | Dunaújvárosi Acélbikák | 8:2 | KHL Mladost Zagrzeb | IJssportcentrum Stappegoor Tilburg, Holandia |

|  |  |  |  |  |

| 13 października 2007 | Tilburg Trappers | 8:3 | SC Energija | IJssportcentrum Stappegoor Tilburg, Holandia |

|  |  |  |  |  |

| 14 października 2007 | Dunaújvárosi Acélbikák | 4:2 | SC Energija | IJssportcentrum Stappegoor Tilburg, Holandia |

|  |  |  |  |  |

| 14 października 2007 | Tilburg Trappers | 8:4 | KHL Mladost Zagrzeb | IJssportcentrum Stappegoor Tilburg, Holandia |

|  |  |  |  |  |

### Grupa D
Mecze grupy D odbywały się w dniach 12-14 października 2007 w Nowym Targu w Polsce.
Drużyny biorące udział:
- Podhale Nowy Targ (gospodarz)
- Junost Mińsk
- Torpedo Ust-Kamienogorsk
- SC Miercurea Ciuc

Tabela
Lp. = lokata, M = liczba rozegranych spotkań, W = Wygrane (ogółem), P = Porażki (ogółem), WpD = Wygrane o dogrywce lub karnych, PpD = Porażki po dogrywce lub karnych, G+ = Gole strzelone, G- = Gole stracone, Pkt = Liczba zdobytych punktów
| Lp. | Drużyna                  | M | W | P | WpD | PpD | G+ | G- | Pkt |
| --- | ------------------------ | - | - | - | --- | --- | -- | -- | --- |
| 1.  | Torpedo Ust-Kamienogorsk | 3 | 2 | 1 | 0   | 0   | 11 | 8  | 6   |
| 2.  | Junost Mińsk             | 3 | 2 | 1 | 0   | 0   | 18 | 8  | 6   |
| 3.  | Podhale Nowy Targ        | 3 | 2 | 1 | 1   | 0   | 12 | 13 | 5   |
| 4.  | SC Miercurea Ciuc        | 3 | 0 | 3 | 0   | 1   | 5  | 16 | 1   |

Mecze
| 12 października 2007 | Junost Mińsk | 9:0 | SC Miercurea Ciuc | Miejska Hala Lodowa Nowy Targ, Polska |

|  |  |  |  |  |

| 12 października 2007 | Podhale Nowy Targ | 5:2 | Torpedo Ust-Kamienogorsk | Miejska Hala Lodowa Nowy Targ, Polska |

|  |  |  |  |  |

| 13 października 2007 | Podhale Nowy Targ | 3:4 K | SC Miercurea Ciuc | Miejska Hala Lodowa Nowy Targ, Polska |

|  |  |  |  |  |

| 13 października 2007 | Junost Mińsk | 1:5 | Torpedo Ust-Kamienogorsk | Miejska Hala Lodowa Nowy Targ, Polska |

|  |  |  |  |  |

| 14 października 2007 | Torpedo Ust-Kamienogorsk | 4:2 | SC Miercurea Ciuc | Miejska Hala Lodowa Nowy Targ, Polska |

|  |  |  |  |  |

| 14 października 2007 | Podhale Nowy Targ | 3:8 | Junost Mińsk | Miejska Hala Lodowa Nowy Targ, Polska |

|  |  |  |  |  |

## Półfinał

### Grupa E
Mecze grupy E odbywały się w dniach 16-18 listopada 2007 w Grenoble we Francji.
Drużyny biorące udział:
- Grenoble MH38 (gospodarz)
- Aalborg BK
- Tilburg Trappers
- Torpedo Ust-Kamienogorsk

Tabela
Lp. = lokata, M = liczba rozegranych spotkań, W = Wygrane (ogółem), P = Porażki (ogółem), WpD = Wygrane o dogrywce lub karnych, PpD = Porażki po dogrywce lub karnych, G+ = Gole strzelone, G- = Gole stracone, Pkt = Liczba zdobytych punktów
| Lp. | Drużyna                  | M | W | P | WpD | PpD | G+ | G- | Pkt |
| --- | ------------------------ | - | - | - | --- | --- | -- | -- | --- |
| 1.  | Torpedo Ust-Kamienogorsk | 3 | 3 | 0 | 0   | 0   | 18 | 2  | 9   |
| 2.  | Aalborg BK               | 3 | 2 | 1 | 1   | 0   | 8  | 8  | 5   |
| 3.  | Grenoble MH38            | 3 | 1 | 2 | 0   | 1   | 9  | 8  | 4   |
| 4.  | Tilburg Trappers         | 3 | 0 | 3 | 0   | 0   | 5  | 22 | 0   |

Mecze
| 16 listopada 2007 | Tilburg Trappers | 2:4 | Aalborg BK | Pôle Sud Grenoble, Francja |

|  |  |  |  |  |

| 16 listopada 2007 | Grenoble MH38 | 1:2 | Torpedo Ust-Kamienogorsk | Pôle Sud Grenoble, Francja |

|  |  |  |  |  |

| 17 listopada 2007 | Aalborg BK | 1:4 | Torpedo Ust-Kamienogorsk | Pôle Sud Grenoble, Francja |

|  |  |  |  |  |

| 17 listopada 2007 | Grenoble MH38 | 6:3 | Tilburg Trappers | Pôle Sud Grenoble, Francja |

|  |  |  |  |  |

| 18 listopada 2007 | Torpedo Ust-Kamienogorsk | 12:0 | Tilburg Trappers | Pôle Sud Grenoble, Francja |

|  |  |  |  |  |

| 18 listopada 2007 | Grenoble MH38 | 2:3 D | Aalborg BK | Pôle Sud Grenoble, Francja |

|  |  |  |  |  |

## Finał
Mecze finałowe odbywały się w dniach 4-6 stycznia 2008 w Rydze na Łotwie.
Drużyny biorące udział:
- HK Riga 2000 (gospodarz)
- Ak Bars Kazań
- Torpedo Ust-Kamienogorsk
- Aalborg BK

Tabela
Lp. = lokata, M = liczba rozegranych spotkań, W = Wygrane (ogółem), P = Porażki (ogółem), WpD = Wygrane o dogrywce lub karnych, PpD = Porażki po dogrywce lub karnych, G+ = Gole strzelone, G- = Gole stracone, Pkt = Liczba zdobytych punktów
| Lp. | Drużyna                  | M | W | P | WpD | PpD | G+ | G- | Pkt |
| --- | ------------------------ | - | - | - | --- | --- | -- | -- | --- |
| 1.  | Ak Bars Kazań            | 3 | 3 | 0 | 0   | 0   | 12 | 4  | 9   |
| 2.  | HK Riga 2000             | 3 | 1 | 2 | 0   | 0   | 12 | 12 | 3   |
| 3.  | Torpedo Ust-Kamienogorsk | 3 | 1 | 2 | 0   | 0   | 8  | 10 | 3   |
| 4.  | Aalborg BK               | 3 | 1 | 2 | 0   | 0   | 8  | 14 | 3   |

Mecze
| 4 stycznia 2008 | Ak Bars Kazań | 2:1 | Torpedo Ust-Kamienogorsk | Arēna Rīga Ryga, Łotwa |

|  | D. Zaripow 07:58 (EQ) D. Zaripow 39:23 (EQ) |  | N. Zarżyckij 30:23 (EQ) |  |

| 4 stycznia 2008 | HK Riga 2000 | 7:2 | Aalborg BK | Arēna Rīga Ryga, Łotwa |

|  | J. Štāls 07:16 (EQ) T. Chlubna 08:04 (PP) R. Daņiļičs 13:01 (PP) T. Chlubna 21:24 (PP) Ģ. Ankipāns 25:55 (PP) M. Kokļins 30:53 (EQ) E. Žaltkovskis 48:58 (EQ) |  | D. Matejic 01:22 (EQ) J. Nielsen 56:46 (PP) |  |

| 5 stycznia 2008 | Ak Bars Kazań | 4:1 | Aalborg BK | Arēna Rīga Ryga, Łotwa |

|  | D. Archipow 10:13 (PP) D. Zaripow 34:39 (EQ) N. Aleksiejew 36:23 (PP) D. Kazionow 56:27 (EQ) |  | A. Macijevskis 42:13 (EQ) |  |

| 5 stycznia 2008 | HK Riga 2000 | 3:4 | Torpedo Ust-Kamienogorsk | Arēna Rīga Ryga, Łotwa |

|  | T. Chlubna 20:53 (PP) T. Chlubna 33:21 (EQ) M. Kokļins 5:43 (EQ) |  | R. Starczenko 03:06 (EQ) N. Zarżyckij 04:37 (EQ) A. Agrokow 09:13 (PP) A. Ogorodnikow 26:41 (EQ) |  |

| 6 stycznia 2008 | HK Riga 2000 | 2:6 | Ak Bars Kazań | Arēna Rīga Ryga, Łotwa |

|  | A. Ābols 07:44 (PP) A. Ābols 14:30 (EQ) |  | G. Szafigulin 06:58 (EQ) J. Hentunen 18:17 (EQ) M. Żukow 19:10 (EQ) A. Morozow 27:49 (EQ) A. Jemielin 29:38 (PP) S. Zinowjew 31:39 (EQ) |  |

| 6 stycznia 2008 | Aalborg BK | 5:3 | Torpedo Ust-Kamienogorsk | Arēna Rīga Ryga, Łotwa |

|  | D. Matejic 31:24 (EQ) B. Henry 37:27 (PP) D. Matejic 38:10 (EQ) B. Rooney 43:32 (EQ) A. Semjonovs 55:22 (EQ) |  | W. Rifiel 09:02 (PP) D. Jesirkienow 29:43 (EQ) A. Komissarow 31:51 (EQ) |  |

## Skład tryumfatora
Skład zdobywcy Pucharu Kontynentalnego – Ak Barsu Kazań:
Bramkarze:
Robert Esche, Mika Noronen.
Obrońcy:
Raymond Giroux, Grigorij Panin, Ilja Nikulin, Andriej Pierwyszyn, Andriej Zubariew, Aleksiej Jemielin, Michaił Tiulapkin, Wiaczesław Burawczikow.
Napastnicy:
Aleksiej Morozow, Siergiej Zinowjew, Danis Zaripow, Oleg Pietrow, Petr Čajánek, Jukka Hentunen, Michaił Żukow, Dienis Archipow, Aleksandr Stiepanow, Grigorij Szafigulin, Dmitrij Kazionow, Nikita Aleksiejew.

## Nagrody
Nagrody turnieju finałowego:
- Najlepszy bramkarz: Robert Esche (Ak Bars Kazań)
- Najlepszy obrońca: Ilja Nikulin (Ak Bars Kazań)
- Najlepszy napastnik: Tomaš Chlubna (HK Riga 2000)
- Najlepsi strzelcy: Ģirts Ankipāns (5 punktów: 1 gol i 4 asysty) i Siergiej Zinowjew (5 punktów: 1 gol i 4 asysty)